# Женская сборная Португалии по кёрлингу
Женская сборная Португалии по кёрлингу — представляет Португалию на международных соревнованиях по кёрлингу. Управляющей организацией выступает Федерация зимних видов спорта Португалии (порт. Federacao de Desportos de Inverno de Portugal, англ. Portugese Winter Sports Federation).

## Статистика выступлений

### Чемпионаты Европы
| Год       | Место          | Игры           | Победы         | Поражения      | Состав команды (в порядке: четвёртый, третий, второй, первый, запасной, тренер; скипы выделены)                                                   |
| --------- | -------------- | -------------- | -------------- | -------------- | --- |
| 1959—2022 | не участвовали | не участвовали | не участвовали | не участвовали | не участвовали |
| 2023      | 22             | 11             | 6              | 5              | April Gale Seixeiro, Antonieta Martins Ethier, Irene Pita-Goodis, Graciete Martins Folster, запасной: Fiona Grace Simpson, тренер: Perry Marshall |
| 2024      | 6 (див. С)     | 9              | 5              | 4              | Antonieta Martins Ethier, Fiona Grace Simpson, Irene Pita-Goodis, Graciete Martins Folster, запасной: Susana Trindade, тренер: Даниэль Рафаэль    |